# Witold Jurkiewicz
Witold Jurkiewicz (ur. 1955 w Olecku) – polski artysta fotograf. Członek rzeczywisty Okręgu Kujawsko-Pomorskiego Związku Polskich Artystów Fotografików. Współautor Antologii fotografii polskiej.

## Życiorys
Dr Witold Jurkiewicz (doktorat na Wydziale Grafiki i Malarstwa Akademii Sztuk Pięknych w Łodzi – 1997), związany z kujawsko-pomorskim środowiskiem fotograficznym – mieszka i tworzy w Bydgoszczy. Od 1997 roku jest wykładowcą fotografii (Wydział Sztuk Pięknych Uniwersytetu Mikołaja Kopernika w Toruniu). Miejsce szczególne w jego twórczości zajmuje fotografia architektury, fotografia dokumentalna, fotografia krajobrazowa, fotografia portretowa, fotografia reklamowa oraz fotografia reportażowa. Nieszablonowa twórczość Witolda Jurkiewicza to efekt stosowania wielu technik fotograficznych – m.in. technik alternatywnych, techniki mokrego kolodionu, techniki polaroidu, technik specjalnych, technik szlachetnych.
Witold Jurkiewicz jest autorem i współautorem oraz laureatem wielu wystaw fotograficznych; indywidualnych, zbiorowych, pokonkursowych – w Polsce i za granicą.
W 1985 został przyjęty w poczet członków rzeczywistych Okręgu Kujawsko-Pomorskiego Związku Polskich Artystów Fotografików (legitymacja nr 606). W latach 1996–2008 pełnił funkcję prezesa Zarządu Okręgu Toruńsko-Bydgoskiego ZPAF. Był członkiem rady Artystycznej Zarządu Głównego ZPAF w Warszawie (kadencja na lata 2014–2017). W 1999 roku był jednym z autorów Antologii fotografii polskiej (red. Jerzy Lewczyński).
W 1997 roku został wyróżniony dyplomem ZPAF oraz odznaczony Medalem im. Jana Bułhaka (z okazji 50-lecia ZPAF). W 2010 roku został laureatem Nagrody Ministerstwa Kultury i Dziedzictwa Narodowego.
Fotografie Witolda Jurkiewicza mają w swoich zbiorach (m.in.) Muzeum Historii Fotografii im. Walerego Rzewuskiego w Krakowie, Muzeum Narodowe we Wrocławiu, Muzeum Okręgowe w Bydgoszczy, Muzeum Okręgowe w Toruniu.

## Odznaczenia
- Medal im. Jana Bułhaka (1997)[4][7]
- Brązowy Medal „Zasłużony Kulturze Gloria Artis” (2024)[18]

## Wystawy indywidualne (wybór)
| Lp. | Tytuł wystawy                      | Miejsce                                       | Data      | Miejscowość   | Kraj     |
| --- | ---------------------------------- | --------------------------------------------- | --------- | ------------- | -------- |
| 1   | Fotografia pozowana                | Stara Galeria ZPAF                            | 1981      | Warszawa      | Polska   |
| 2   | Po drodze                          | Bielska Galeria Fotografii                    | 1985      | Bielsko-Biała | Polska   |
| 3   | Zabawa                             | Mała Galeria Fotografiki ZPAF                 | 1986      | Toruń         | Polska   |
| 4   | Odkrywanie od nowa                 | Galeria ZPAF                                  | 1988      | Toruń         | Polska   |
| 5   | Fotografia subiektywna             | Galeria ASP                                   | 1997      | Łódź          | Polska   |
| 6   | Suvalkija                          | Galeria Sztuki ITK                            | 2006      | Sicienko      | Polska   |
| 7   | Ikonografie przeszłości            | Galerie niezależne                            | 2006-2007 |               | Białoruś |
| 8   | Znaki tożsamości kresów wschodnich | Muzeum Historii Fotografii                    | 2007      | Bydgoszcz     | Polska   |
| 9   | Czarno-biała, kolorowa Ukraina     | Galeria ARTERIER                              | 2008      | Toruń         | Polska   |
| 10  | Fotografie                         | Galeria Dom Muz                               | 2008      | Toruń         | Polska   |
| 11  | Kresy z lat 2005-2008              | Galeria Fotografii B&B                        | 2008      | Bielsko-Biała | Polska   |
| 12  | Andaluzja                          | Galeria Poczta                                | 2008      | Bydgoszcz     | Polska   |
| 13  | Danieli świat zatrzymany           | Galeria nad Wisłą                             | 2011      | Toruń         | Polska   |
| 14  | Ludzie / Miejsca / Znaki           | Muzeum Okręgowe                               | 2013      | Suwałki       | Polska   |
| 15  | Po drodze                          | Galeria prawdziwej sztuki im. Andrzeja Legusa | 2013      | Olecko        | Polska   |
| 16  | Z mojego archiwum PRL              | Galeria Autorska J. Kaji i J. Solińskiego     | 2014      | Bydgoszcz     | Polska   |
| 17  | Czas Zatrzymany                    | Biała Synagoga                                | 2014      | Sejny         | Polska   |
| 18  | Spojrzenia                         | Galeria Omega im. Marka Hoffmanna             | 2014      | Toruń         | Polska   |
| 19  | Patrząc na Kresy                   | Muzeum Historyczne                            | 2014      | Sanok         | Polska   |
| 20  | Znaki Pamięci                      | Dom Kultury Polskiej                          | 2015      | Wilno         | Litwa    |
| 21  | 50 lat z fotografią                | Muzeum Fotografii w Bydgoszczy                | 2020      | Bydgoszcz     | Polska   |

Źródło